# Doniyor Kayumov
Doniyor Kayumov (Taskent, 20 de  octubre de 1999) es un actor y presentador uzbeko.
Doniyor Kayumov ha logrado un gran éxito en el campo de la actuación. Doniyor Kayumov recibió amplio reconocimiento y aclamación en Uzbekistán después de protagonizar el drama uzbeko de 2009 "Hayot" (melodrama). Desde entonces, ha protagonizado muchas películas de melodrama uzbekas. En particular, las películas "Omad", que se proyectaron en las pantallas gigantes en 2010, y "Yordam" le dieron gran fama a la actriz. Desde 2013, Doniyor ha escrito canciones en uzbeko, ruso e inglés.

## Biografía
Doniyor Kayumov nació el 20 de octubre de 1999 en Toshkent, la capital de Uzbekistán.  Después de graduarse de la escuela secundaria en 2016-2018, Kayumov asistió al Tashkent State Cultural College.
La carrera de Doniyor comenzó cuando fue elegido como un joven reportero convertido en fanático del rock en Hayot de Aziz Asqarov. Doniyor dice que no tenía ningún conocimiento de la música rock de la década de 2012 antes de comenzar el proyecto musical.
Doniyor interpreta a un aspirante a dibujante en Yolgon en 2013.
Su siguiente película, Birinchi qadam (2014), fue una mirada satírica a los derechos religiosos en las escuelas secundarias. El personaje de Doniyor era originalmente un surfista, pero luego se transformó en un skater debido a su experiencia con el skateboarding.
Daniyor protagonizó Uylanish mumomosi e interpretó a Murad en Magrur en 2015.
En 2016, Daniyor participó en Dadam bilmasin, otra película de Jahongir Ahmodov.
En 2017, se unió al elenco de la serie de televisión de Cinemax Asir vabosi. Dijo que disfrutó interpretar a un padre joven, pero que le preocupaba que no ser un padre en la vida real en ese momento pudiera hacerlo parecer incómodo.
En 2020, Daniyor protagonizó la película "Qadiryat", la secuela de la serie de televisión "Ishq oʻyillari" de "Sevimli tv" sin embargo, más tarde ese año, canceló su papel en la serie de televisión "Ishq oʻyinlari".

## Vida privada
Daniyor Kayumov se casó con Rayona Kayumova en 2021. Daniel y Rayona se divorciaron en 2023.

## Filmografía
A continuación, en orden cronológico, hay una lista ordenada de películas en las que apareció Doniyor Kayumov
| Año  | Película          | Role      |
| ---- | ----------------- | --------- |
| 2008 | 5:13              | Damir     |
| 2009 | Hayot             |           |
| 2009 | Oshiqlar          | Azamat    |
| 2010 | Omad              | Baxtiyor  |
| 2013 | Yolgʻon           |           |
| 2013 | Yordam            |           |
| 2014 | Birinchi qadam    | Asqar     |
| 2015 | Uylanish mumomosi | Murod     |
| 2016 | Dadam bilmasin    | Baxtiyor  |
| 2017 | Asir vobosi       | Dilshod   |
| 2020 | Ishq oʻyinlari    | Murod bey |

### Videos musicales
| Año  | Título            | Artista       | Role  |
| ---- | ----------------- | ------------- | ----- |
| 2022 | Men uchun yoʻqsan | Sardor Tairov | Actor |

## Premios
- 2010, ganador del Premio XXVIII "Competencia de actor favorito" del canal de televisión NTT de Uzbekistán en la nominación local "Actor uzbeko joven favorito".
- 2010, por el papel de Donik en la película "Oqibad", ganador del Premio no comercial "Mejor personaje joven uzbeko del año" del cine nacional "M&TV" de Uzbekistán.
- 2015, cinta dorada Ganador del Premio Nacional de Televisión. Premio al actor más joven del año por la película "Uylanish muommosi".
- 2017, por interpretar el papel de soldado en la película "El primer paso".
- 2018, nomination "Dada Bilmasin" for the best actor of the movie "Dad Bilmasin" for the professional award of the Association of Film and Television Producers in the field of television.